# Augusto Pinochet
General Augusto José Ramón Pinochet Ugarte (født 25. november 1915 i Valparaíso, død 10. december 2006 i Santiago de Chile) var leder af militærdiktaturet, der regerede Chile fra 1973 til 1990. Han kom til magten via et blodigt kup, der afsatte den socialistiske præsident Salvador Allende. 
Efter Pinochets magtovertagelse indledtes en undertrykkelse af den venstreorienterede opposition, der medførte omkring 3000 døde og forsvundne personer.[kilde mangler]
Kuppet afsluttede en periode med politisk spænding mellem Chile og USA. USA havde gennem CIA søgt at få fjernet Allende. Under USA's præsident Jimmy Carter blev Chiles diktatur dog udsat for en amerikansk våbenembargo pga. mordet på Orlando Letelier, tidligere forsvarsminister under præsident Allende, der 21. september 1976 blev offer for en bombe placeret af det chilenske diktatur, mens han levede i eksil i USA.
Selv om Pinochet gik af som præsident i 1990, var han øverstkommanderende for hæren til 1998. På en rejse i oktober 1998 blev Pinochet anholdt i London på anmodning fra Spanien og sat i husarrest. Sagen endte med, at han ikke blev udleveret på grund af sin svækkede sundhedstilstand.
Han var tidligere anklaget for forbrydelser mod menneskeheden og for talrige tortur- og mordsager. Han  mistede i 2006 sin immunitet af den chilenske højesteret.
Han døde 10. december 2006 af hjerteproblemer på et militærhospital og fik 11. december 2006 en militærbegravelse. De højreorienteredes krav om en statsmandsbegravelse blev pure afvist af præsident Michelle Bachelet, hvis far var blevet myrdet af Pinochets militærjunta.